# Championnat de Pays de la Loire de cross-country
Le Championnat de Pays de la Loire de cross-country est la compétition annuelle de cross-country désignant le champion de Pays de la Loire de la discipline. Il est qualificatif pour les Interrégionaux Centre-Ouest de cross-country.

## Palmarès cross long hommes
- 2002 : Mohamed Serbouti
- 2003 : Olivier Benoit
- 2004 : Mohamed Serbouti
- 2005 : Mohamed Serbouti
- 2006 : Mohamed Serbouti
- 2007 : Rachid Ziar
- 2008 : Mohamed Serbouti
- 2009 : Philippe Paillat
- 2010 : Abdellatif Meftah
- 2011 : Abdellatif Meftah
- 2012 : Abdellatif Meftah
- 2013 : Abdellatif Meftah
- 2014 : Pierre Le Corre
- 2015 : David Munyutu
- 2016 : Anthony Guillard
- 2017 : Julien Moreau
- 2018 : Julien Moreau
- 2019 : Julien Moreau
- 2020 : Éric Hérault
- 2021 : Olivier Caillère
- 2022 : Patrice Le Gall
- 2023 : Nicolas Pelluau
- 2024 : Nicolas Vitré

## Palmarès cross long femmes
- 2002 : Christelle Daunay
- 2003 : Christelle Daunay
- 2004 : Fatiha Serbouti
- 2005 : Fatiha Serbouti
- 2006 : Corinne Herbreteau
- 2007 : Corinne Herbreteau
- 2008 : Corinne Herbreteau
- 2009 : Corinne Herbreteau
- 2010 : Corinne Herbreteau
- 2011 : Corinne Herbreteau
- 2012 : Séverine Hamel
- 2013 : Karine Pasquier
- 2014 : Séverine Hamel
- 2015 : Fatiha Serbouti
- 2016 : Corinne Herbreteau
- 2017 : Delphine Pasquer

...
- 2020 : Corinne Herbreteau
- 2021 : Cécile Jarousseau
- 2022 : Clarysse Picart
- 2023 : Cécile Jarousseau
- 2024 : Anaïs Chevrier